# Jean Batten
Pour les articles homonymes, voir Batten.
Jean Batten (née le 15 septembre 1909 et morte le 22 novembre 1982) est une aviatrice néo-zélandaise. Née à Rotorua, elle devient l'une des personnalités néo-zélandaises les plus connues internationalement durant les années 1930 pour un nombre de vols solos brisant des records du monde. C'est elle qui, en 1936, effectua le premier vol en solo reliant l'Angleterre à la Nouvelle-Zélande.

## Biographie
Jean Batten est la fille d'un chirurgien dentiste et d'une mère devenue fervente supportrice de sa carrière de pilote. En 1924, elle est inscrite dans une pension pour filles de Remuera à Auckland où elle étudie le ballet et le piano. Bien qu'elle soit une pianiste douée, à l'âge de 18 ans elle veut devenir pilote, inspirée par l'Australien Charles Kingsford Smith qui la prit pour un vol dans son Southern Cross. En 1929, elle déménage au Royaume-Uni avec sa mère pour rejoindre le London Aeroplane Club. Elle réalise son premier vol en solo en 1930 et obtient les licences de pilote privé et de pilotage commerciale et commercial avant 1932, empruntant 500 $ à Fred Truman, un pilote néo-zélandais servant dans la Royal Air Force, afin de financer les 100 heures de vol requises. Elle quitte Truman et se tourne vers Victor Dorée, qui emprunte 400 £ à sa mère pour acheter à Batten un biplan Gipsy Moth.[réf. nécessaire]
Jean Batten fait deux tentatives infructueuses pour battre le temps qu'a mis Amy Johnson pour rejoindre l'Australie. En avril 1933, elle est frappée par deux tempêtes de sable avant que son moteur ne tombe en panne et que son appareil ne soit endommagé. Elle atterrit en catastrophe près de Karachi. De retour à Londres, elle ne parvient pas à persuader Dorée de lui acheter un autre appareil et se tourne donc vers la compagnie pétrolière Castrol, qui lui achète un Gipsy Moth d'occasion pour 240 £. Elle fait une autre tentative en avril 1934, mais tombe en panne de carburant pendant la nuit à la périphérie de Rome. Volant dans un dédale de mâts radio, elle atterrit en catastrophe. L'avion est réparé et elle le ramène à Londres où elle emprunte les ailes inférieures de l'appareil de son fiancé, Edward Walter, pour une troisième tentative.

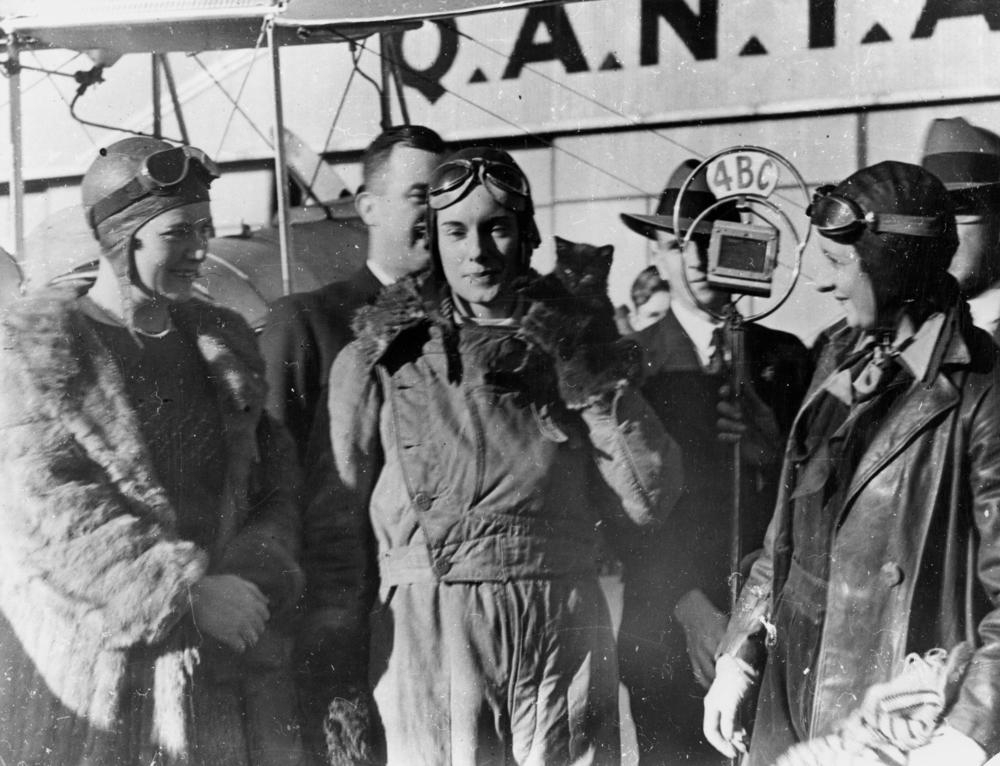
Jean Batten interviewée après son vol Angleterre-Australie.

En mai 1934, Jean Batten relie avec succès la Grande-Bretagne (aéroport de Lympne) à l'Australie (Port Darwin) à bord de son Gipsy Moth. Son voyage de 14 jours et 22 heures bat de plus de quatre jours le précédent record détenu par l'aviatrice britannique Amy Johnson. Pour cette prouesse et pour ses vols ultérieurs qui battront d'autres records, le trophée Harmon lui est décerné à trois reprises de 1935 à 1937. Elle obtient également un contrat avec Castrol. Le livre de Batten sur son périple, Solo Flight, est publié par Jackson and O'Sullivan Ltd en 1934. Jean prend un bateau pour la Nouvelle-Zélande avec le Gipsy Moth (qui ne put voler par-delà la mer de Tasman) et y réalise un périple aérien de six semaines avant de rentrer en Grande-Bretagne.

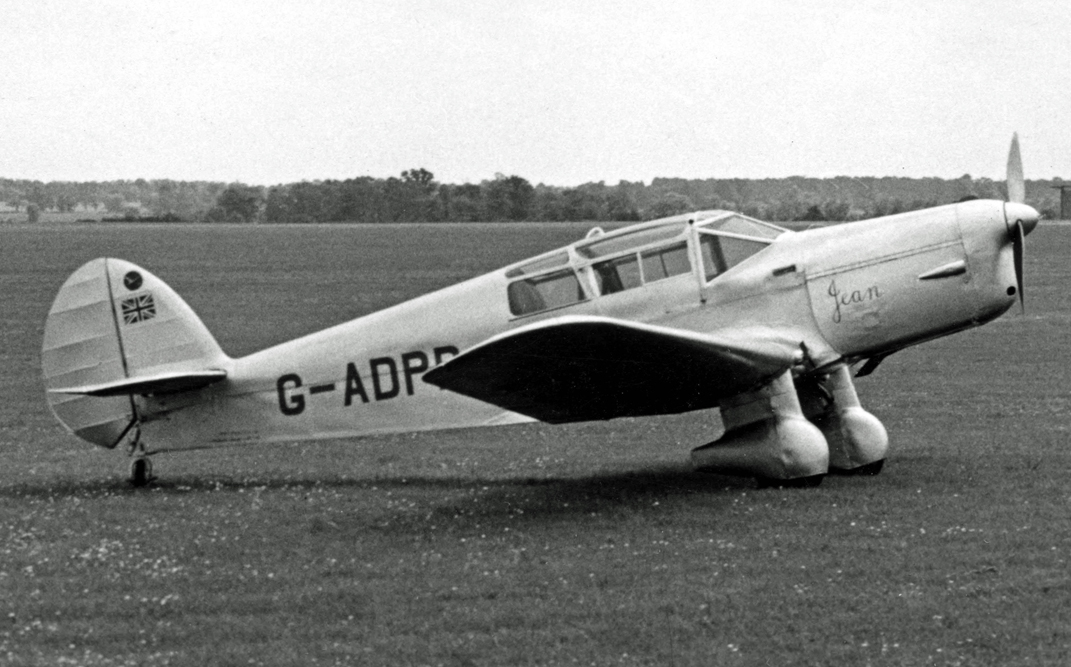
Le Percival Gull Six de Jean Batten lors d'un meeting aérien à Coventry en 1954. Le nom de l'appareil, Jean, figure sur le capot du moteur.

Après son premier vol reliant la Grande-Bretagne à l'Australie, Jean achète un monoplan Percival Gull Six, G-ADPR, qui est nommé Jean. En 1935, elle établit un record du monde en volant de Grande-Bretagne jusqu'au Brésil à bord du Percival Gull Six, et pour lequel on lui décerne l'Ordre national de la Croix du Sud, devenant la première personne autre qu'un membre de la famille royale à être ainsi honorée. En 1936, elle établit un autre record du monde avec un vol en solo de Grande-Bretagne jusqu'en Nouvelle-Zélande : après avoir quitté la Grande-Bretagne, Jean Batten s'arrête temprairement à Akyab en Birmanie britannique, à l'époque sous contrôle britannique. C'est en partant d'Akyab qu'elle rencontre des difficultés. En suivant la côte birmane vers la péninsule Malaise son avion se trouve emporté par un cyclone tropical. La pilote descend plus au sud vers Alor Setar sur la côte ouest de la Malaisie pour rejoindre Penang. Batten continue son voyage et s'arrête à Singapour et à Kupang, avant de rejoindre Darwin en Australie le 11 octobre 1936. Deux jours plus tard elle arrive à Sydney. Son voyage se termine à New Plymouth sur la côte ouest de l'île du Nord en Nouvelle-Zélande. À Rotorua, son lieu de naissance, elle est honorée par les Maoris locaux comme elle le fut après le périple de 1934. Elle reçoit une cape de plumes de chef et on lui donne le nom de Hine-o-te-Rangi — « Fille du ciel ». Jean Batten est nommée Commandeur de l'ordre de l'Empire britannique (CBE) en 1936 et reçoit également la croix de chevalier de la Légion d'honneur cette même année. Toujours en 1936 et pour la deuxième année consécutive, Batten reçoit de nouveau le Britannia Trophy du Royal Aero Club pour ses performances méritoires de l'année précédente.

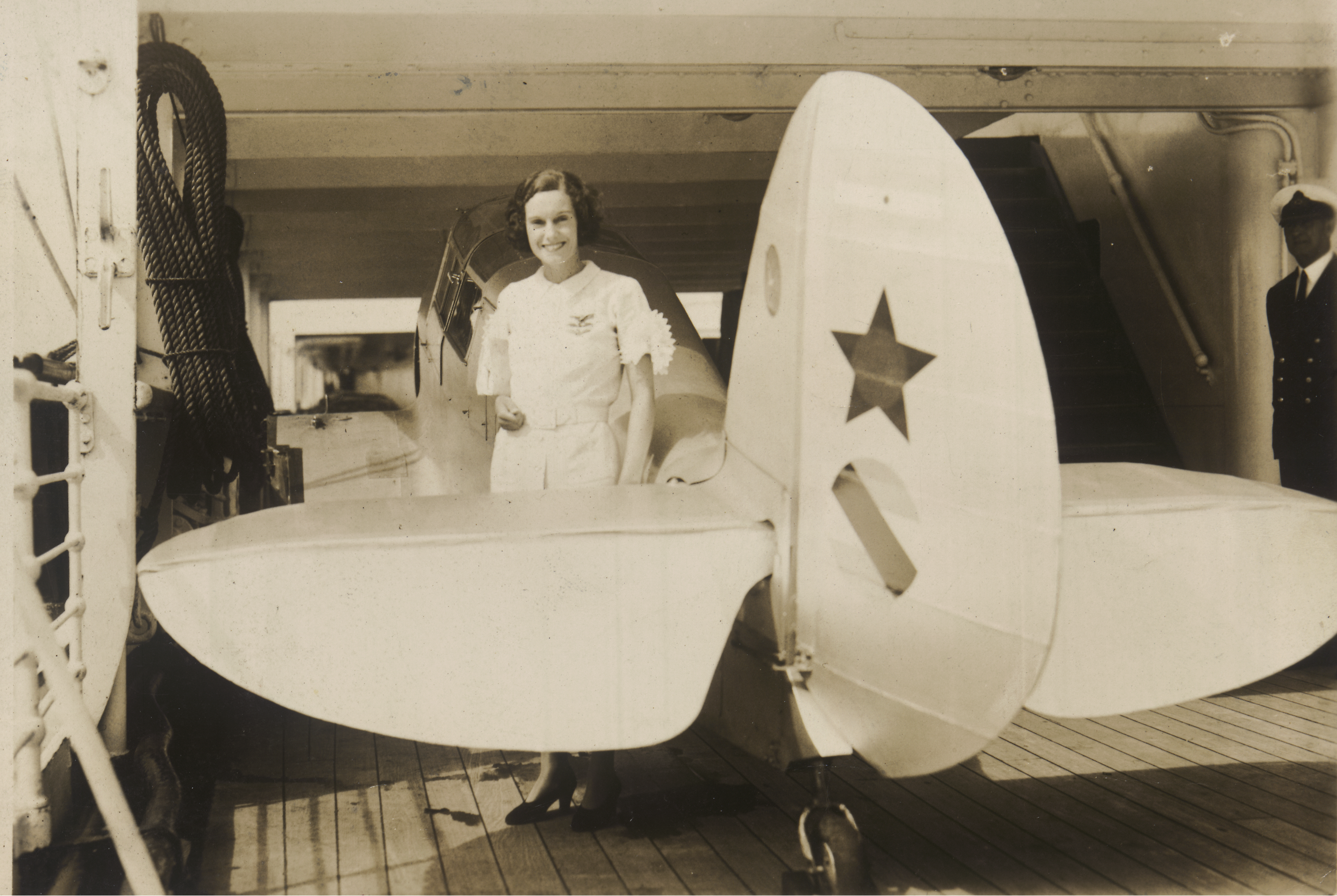
Jean Batten et son avion.

En 1938, elle est la première femme à recevoir la médaille de la Fédération aéronautique internationale, la plus haute distinction de l'aviation[réf. nécessaire]. Tout au long des années 1930, elle est très sociable et se fait de nombreux amis dans le monde entier parmi les autres aviateurs, comme elle le décrit dans son autobiographie.
La Seconde Guerre mondiale met fin à ses aventures aériennes. Son Gull est mis en service actif mais elle n'est pas autorisée à voler avec. Pendant la guerre, elle participe à des campagnes visant à recueillir des fonds pour l'achat d'armes et d'appareils en donnant des conférences au Royaume-Uni, mais ses jours de vol sont terminés. Après la guerre, elle se retire de la vie publique sauf pour quelques apparitions anniversaires.
Jean Batten devient recluse et vit à plusieurs endroits autour du monde avec sa mère jusqu'à la mort de cette dernière en 1965. En 1977, elle est invitée d'honneur à l'ouverture du pavillon des pionniers de l'aviation au Museum of Transport and Technology d'Auckland, après quoi elle retourne chez elle en Espagne. En 1982, elle est mordue par un chien sur l'île de Majorque. Elle refuse de se soigner et la blessure s'infecte. Elle meurt seule dans un appartement de location à Palma, à Majorque des complications de la morsure du chien. N'étant pas identifié, son corps est jeté à la fosse commune ; l'erreur étant décelée, elle repose au cimetière de Palma.

## Ses vols records
13 novembre 1935 : en volant de la Colonie du Sénégal au Brésil, plus exactement de Thiès à Natal, Batten établit le record du monde féminin de vitesse pour la traversée de l’Océan Atlantique Sud, à savoir treize heures et quinze minutes.

## Hommages

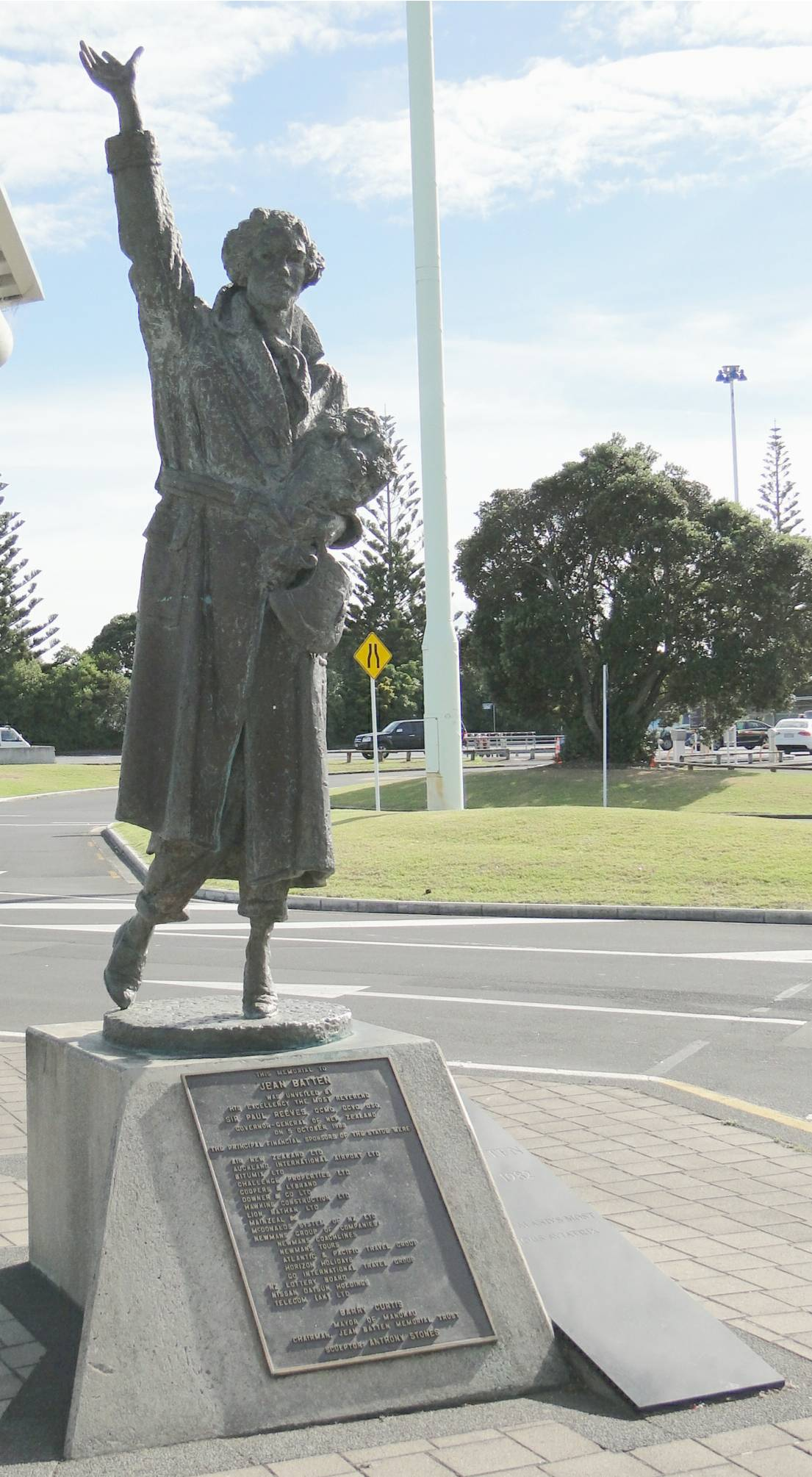
Statue de Jean Batten à l'aéroport d'Auckland.

Le cratère vénusien Batten (it) a été nommé en son honneur.